# Mindi Abair

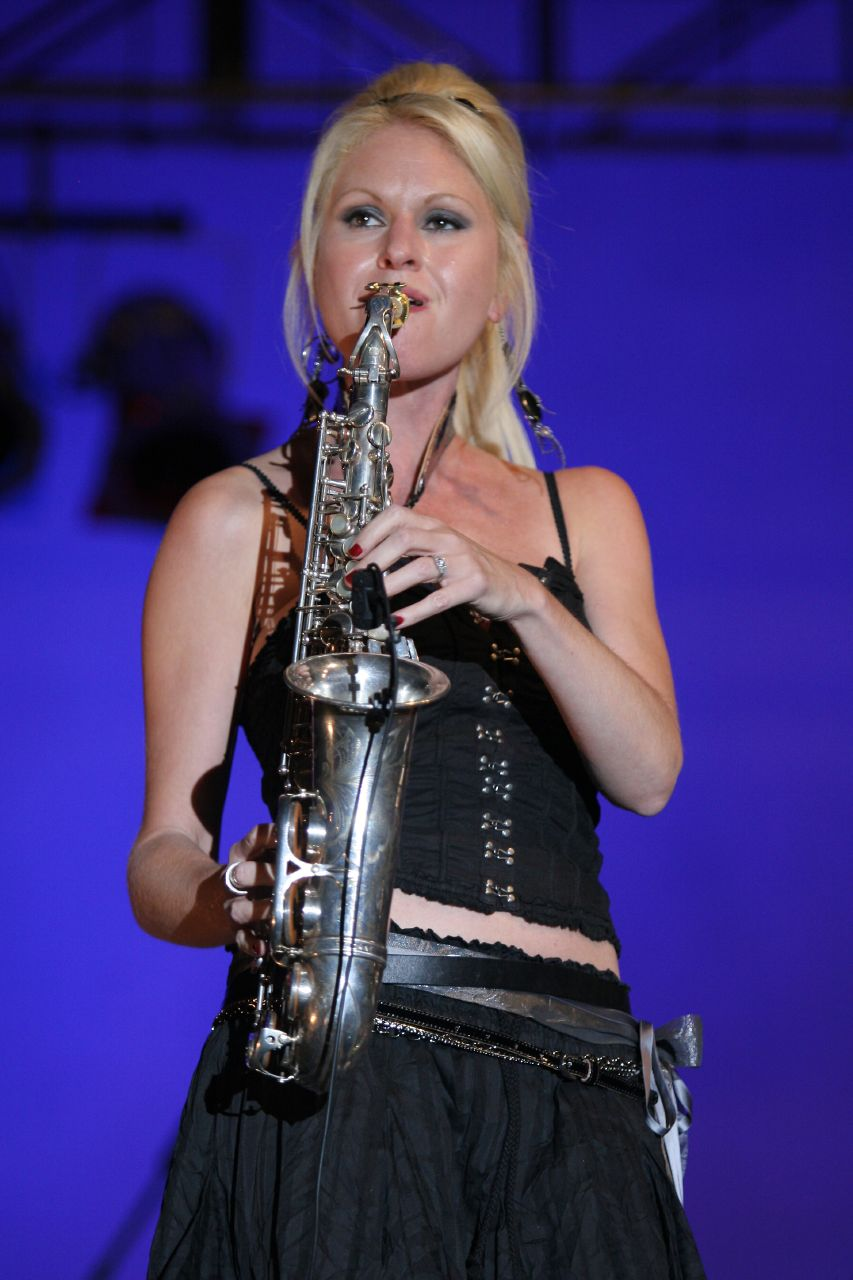
Mindi Abair; 2006

Mindi Abair (* 31. Mai 1969 in Saint Petersburg) ist eine US-amerikanische Musikerin, die stilistisch dem Smooth Jazz zugeordnet wird.
Neben Sopran- und Altsaxophon spielt Abair auch Querflöte, Keyboard und singt.

## Leben
Bereits im Alter von acht Jahren erlernte sie nach dem Vorbild ihres Vaters, einem professionellen Saxophonisten und Keyboarder, das Saxophonspiel. Sie spielte in der Marching Band einer High-School und studierte später am Berklee College of Music in Boston.
Nach Abschluss des Studiums zog Abair nach Los Angeles und begann, sich bei Jamsessions in der Lokalszene einen Namen zu machen. Zunächst arbeitete sie mit dem südafrikanischen Sänger, Gitarristen und Songwriter Jonathan Butler, dann mit dem singenden Komiker Adam Sandler.
Den Durchbruch schaffte die Saxophonistin, als sie in die Begleitband der Backstreet Boys geholt wurde. Sie spielte mit den verschiedensten Künstlern, wie Mandy Moore und Bobby Lyle.
Im Eigenverlag veröffentlichte sie im Jahre 2000 ihr Debütalbum Always and Never the Same.
Seit 2005 ist sie mit dem Komponisten und Musiker Jason Steele verheiratet.

## Diskografie (Auswahl)
Als Solistin
- 2000 Always And Never The Same
- 2003 It Just Happens That Way
- 2004 Come As You Are
- 2006 Life Less Ordinary
- 2008 Stars
- 2010 In Hi-Fi Stereo
- 2014 Wild Heart